# 216757 Vasari
216757 Vasari este o planetă minoră (asteroid) din centura de asteroizi. A fost descoperită pe 13 septembrie 2005 la Borbona de Vincenzo Silvano Casulli⁠(d). 
Obiectul prezintă o orbită caracterizată de o semiaxă mare de 3,1157417568115 UAi, o excentricitate de 0,09, o înclinație de 10,7 ° în raport cu ecliptica.